# Cheb (film)
Pour les articles homonymes, voir Cheb.
Pour plus de détails, voir Fiche technique et Distribution.
Cheb est un film algéro-français réalisé par Rachid Bouchareb, sorti en 1991.
Il a remporté le Prix de la jeunesse au festival de Cannes, et a été proposé à l'Oscar du meilleur film en langue étrangère.

## Synopsis
Un jeune expulsé de France où il vit depuis sa petite enfance est confronté à un choix difficile. Il se retrouve en Algérie, un pays qu'il ne connait pas, et son passeport lui est retiré.

## Fiche technique
- Titre : Cheb
- Réalisation : Rachid Bouchareb
  - Assistant réalisateur : Karine Bouchama et Saïd Seghir
- Scénario : Abdelkrim Bahloul, Rachid Bouchareb et Christian Zerbib
- Photographie : Roger Arpajou
- Costumes : Mohamed Chiheb
- Musique : Safy Boutella
- Son : Pierre Choukroun
- Montage : Guy Lecorne
- Casting : Nora Habib Saïd Seghir
- Production : Rachid Bouchareb et Jean Bréhat
- Sociétés de production : 3B Productions, Artédis, CRRAV et ENPA
- Sociétés de distribution : Artédis
- Pays d'origine :  Algérie et  France
- Langues originales : français
- Format : Couleurs - 1,66:1
- Genre : drame
- Durée : 79 minutes
- Dates de sortie : 
  - Algérie : 1991
  - France : 5 juin 1991

## Distribution
- Mourad Bounaas : Merwan
- Nozha Khouadra : Malika
- Pierre-Loup Rajot : Ceccaldi
- Boualem Bennani : Le capitaine
- Faouzi Saichi : Le garçon du hammam
- Mohamed Nacef : L'adjudant
- Nadji Beida : Miloud
- Cheik Doukouré : Le chauffeur malien
- Houari Bellamou : Ali
- Yahia Benmabrouk : Le taxi clandestin
- Abdelkrim Benkherfellah : Le brigadier de Bou Saâda
- Abdelkader Djalti : Le père de Merwan
- Djohra Bachene aka Djamila (chanteuse) : La mère de Merwan
- Abdelghani Kechida : L'officier ANP de Blida 1
- Saïd Seghir : Le brigadier
- Labi Haddar : L'hôtelier d'Aïn Sefra
- Ahmed Belkhiri : L'hôtelier de Bou Saâda
- Aziz Anick : L'officier de la PAF
- Thameur : L'oncle de Malika
- Amar Lachgar : Le draguer dans hammam
- Azlouez Gahrout : L'officier ANP de Blida 2
- Djelloul Chalb : Le douanier à Tagit
- Abdenour Hallouche : L'officier des douanes
- Med El Hafid Boubekri : Le policier à l'aéroport
- Abdelhamid Rebaini : Le père de Malika

## Distinctions

### Récompenses
- Prix de la jeunesse au festival de Cannes[1]
  - Prix du Public Mention spéciale
  - Prix Perspectives du cinéma français[1]
- Primé au Festival international du film de Locarno
  - Léopard de bronze
- Primé au Festival international du film de Namur
  - Bayard d'or du meilleur film francophone

### Nominations
- Oscars 1992 : en compétition pour l'Oscar du meilleur film en langue étrangère